# 纳尔逊·迪贝尔
纳尔逊·迪贝尔（英語：Nelson Diebel，1970年11月9日—），美国男子游泳运动员。他曾代表美国参加1992年夏季奥林匹克运动会游泳比赛，获得男子100米蛙泳和男子4×100米混合泳接力金牌。